# Fucus siliculosus
Cet article concerne Fucus siliculosus L., 1767. Pour Fucus siliculosus Stackhouse, 1796, voir Halidrys siliquosa.
Espèce
Fucus siliculosus est une espèce d’algues brunes de la famille des Fucaceae.